# USS Eaton (DD-510)
L'USS Eaton (DD-510) est un destroyer de la classe Fletcher en service dans la Marine des États-Unis pendant la Seconde Guerre mondiale. Il a été nommé en l'honneur de William Eaton (1764–1811), un militaire américain impliqué dans la première guerre barbaresque.

## Construction
Sa quille est posée le 17 mars 1942 au chantier naval Bath Iron Works de Bath, dans l'état du Maine. Il est lancé le 20 septembre 1942 ; parrainée par Mme Mary Eaton Phillips, arrière-arrière-petite-fille du général Eaton et mis en service le 4 décembre 1942.

## Historique

### Seconde Guerre mondiale

#### 1943
Le Eaton quitte la baie de Cascodans le Maine, le 6 février 1943 pour servir dans le Pacifique. Arrivé à Efate en Nouvelles-Hébrides, le 7 mars, il patrouille avec la 12e division de croiseurs (Cruiser Division 12) entre Efate et les îles Salomon. Il a également escorté des convois d'Espiritu Santo et de Nouméa vers Guadalcanal. Après le 10 août, à partir d'une nouvelle base à Port Purvis dans les îles Florida, il soutient les débarquements à Rendova, Vella Lavella, et Baracoma. En septembre, il rejoint la 12e division de croiseurs pour des opérations de balayage contre les navires japonais dans "The Slot" (détroit de Nouvelle-Géorgie), coulant de nombreuses barges. Le sous-marin japonais Type-C I-20 est coulé en surface à Vella Lavella le 1er octobre 1943.
Après un passage à Auckland en Nouvelle-Zélande, le Eaton embarqua le contre-amiral (Rear Admiral) G. H. Fort et son état-major le 26 octobre et servit de navire-amiral pour les débarquements sur Tles îles du Trésor le jour suivant. Avant le débarquement dans la baie de l'Impératrice-Augusta, il a conduit les mouilleurs de mines rapides USS Tracy (DM-19) et USS Pruitt (DM-22) à travers le détroit de Bougainville pour sceller l'approche orientale, dans la nuit du 1er au 2 novembre.
Il a continué à patrouiller de Port Purvis à Bougainville. Le 13 novembre, il s'est précipité pour aider à protéger le croiseur léger USS Denver (CL-58), endommagé lors de la bataille de la baie de l'Impératrice-Augusta. Relayé par le USS Dyson (DD-572) le jour suivant, il continue à escorter les convois de ravitaillement vers Bougainville, les îles du Trésor et Vella Lavella, ainsi qu'à bombarder les batteries côtières et à chasser les navires japonais.

#### 1944
Il prend part aux débarquements sur l'île Green le 15 février 1944 et sur l'île Emirau le 20 mars. Le Eaton appareille le 4 mai 1944 pour les îles Marshall, arrivant à Majuro le 7. Entre le 29 mai et le 2 juin, il rejoint les destroyers USS Greiner (DE-37) et USS Sanders (DE-40) dans la reconnaissance et le bombardement de l'île de Kusaie dans les Carolines orientales. Le 11 juin, il quitte Kwajalein pour l'invasion de Saipan, qui commence quatre jours plus tard. Le Eaton fournit un appui-feu, y compris des tirs de harcèlement et d'illumination, contre Saipan et Tinian et capture trois aviateurs japonais sur un radeau. Le 12 août, il quitte Saipan pour être remis en état à Mare Island.
Le Eaton a rejoint la force de couverture pour l'opération de Leyte au Golfe de Leyte, le 25 novembre 1944. Il a coulé un cargo ennemi le 1er décembre et a bombardé la baie d'Ormoc alors qu'il se dirigeait vers la couverture des débarquements de Mindoro en décembre.

#### 1945
De retour à Manus deux jours avant Noël, le navire s'est retrouvé dans le golfe de Lingayen, à Luçon dans les Philippines, le 9 janvier 1945, pour des missions de dépistage et de patrouille. Pendant l'assaut, la nuit suivante, son équipage a détruit un bateau suicide ennemi à seulement 25 mètres du navire. L'explosion a fait un mort et 14 blessés parmi les hommes du Eaton. Le navire escorte des transports sur lest de Lingayen à Leyte en janvier, bombarde Corregidor en février et retourne au golfe de Leyte le 1er mars.
Pendant tout le mois de mai, il a continué à participer à la libération des Philippines, aux débarquements à la baie de Mangarin, Mindoro, à Panay et à Mindanao. En quittant la baie de Subic le 7 juin 1945, le Eaton a couvert les débarquements dans la baie de Brunei à Bornéo, le 10 juin, en soutenant les opérations de dragage de mines et en fournissant un appui-feu aux forces d'invasions australiennes et aux équipes de démolition sous-marine. Il a ensuite apporté une aide précieuse à l'assaut du grand entrepôt de pétrole de Balikpapan, les 1er et 2 juillet. Il retourna à la baie de San Pedro, le 5 juillet, et devint sa base d'opérations jusqu'à la fin des hostilités.
Le Eaton se dirigea vers le nord, le 28 août 1945, pour soutenir les opérations de dragage de mines dans la mer Jaune au large de Jinsen (Incheon) en vue des débarquements du mois suivant. Du 6 septembre à la fin d'octobre, il a dirigé le balayage des approches du fleuve Yangtsé et a agi comme navire de contrôle de l'entrée du port de Shanghai pour la force de patrouille du fleuve Yangtsé (Yangtze River Patrol Force).
Le 9 septembre, cinq navires japonais qui tentaient de quitter ce port ont été interceptés et arraisonnés par une équipe du Eaton; l'équipage de la prise est resté à bord du bâtiment de débarquement (Landing Ship Medium) n°5 pendant près d'un mois. Rejoignant la Force de Chine méridionale, le Eaton était basé à Hong Kong et a visité des ports sur les 3 200 km de la côte chinoise, de Haiphong, en Indochine, à Hulutao, en Mandchourie, jusqu'au 29 décembre 1945, participant également au convoi de l'Indochine française qui a emmené la 6e armée chinoise en Mandchourie sur des navires de la marine marchande.
Parmi les autres cibles engagées par le Eaton pendant la guerre, huit avions ennemis ont été abattus.
Il est arrivé à New York le 8 février 1946 et le mois suivant a navigué jusqu'à Charleston en Caroline du Sud, où il a été mis hors service en réserve, le 21 juin 1946.

### Après la Seconde Guerre mondiale
Reclassé DDE-510 le 2 janvier 1951, le Eaton est remis en service le 11 décembre 1951 au chantier naval de Boston (Boston Naval Shipyard) et rejoint la 22e division d'escorte à Norfolk, en Virginie, le 29 mai 1952. Il opère jusqu'aux Caraïbes et effectue deux croisières d'aspirants au cours de l'été 1953: la première en Angleterre, en France et en Italie, la seconde à Halifax, en Nouvelle-Écosse. Il appareille le 28 avril 1954 pour des exercices de l'Organisation du traité de l'Atlantique nord (OTAN) au large de Derry, suivis d'une tournée de bonne volonté dans les ports d'Allemagne, de Belgique, du Danemark, d'Angleterre et de France avant de rejoindre la 6e flotte (US Sixth Fleet) pour des exercices en Méditerranée, y compris un simulacre de " défense " de la Turquie au cours duquel il " coule " deux fois le même sous-marin turc " ennemi ". Après avoir sauvé quatre survivants du SS Mormackite lors de son voyage de retour, le Eaton arrive à Norfolk le 10 octobre.
Au début des années 1950, le Eaton est entré en collision avec un sous-marin faisant surface, mais le destroyer suivant a évité une collision plus grave grâce à l'action rapide du capitaine. La collision a endommagé les périscopes et la tour de contrôle du sous-marin. Au début de 1956, pendant des exercices de lutte anti-sous-marine, le Eaton 'a été impliqué dans une collision avec le destroyer USS Power (DD-839).

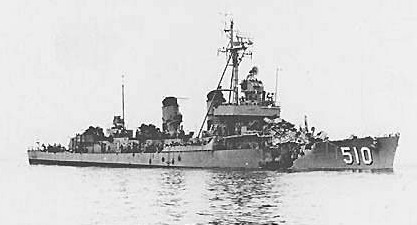
Le Eaton après la collision avec le, le 6 mai 1956.

Le 6 mai 1956, au large des caps de Virginie, le cuirassé USS Wisconsin (BB-64) est entré en collision avec le Eaton dans un épais brouillard alors qu'il naviguait de jour à grande vitesse (20 nœuds - 37 km/h),. La collision a causé de sérieux dommages aux deux navires, le Eaton touchant la proue du cuirassé sur le côté tribord devant le pont, ce qui a écrasé le côté bâbord et brisé la quille. Le mess du commandant et le pont du mess ont été détruits. Le premier lieutenant du navire l'a sauvé en attachant la proue à la poupe avec une chaîne d'ancre et en fermant la porte étanche à côté de sa chambre. Un seul marin (un cuisinier) a été frappé inconscient. Le commandant Richard Varley du Eaton a ensuite été traduit en cour martiale et jugé négligent.
Lors d'un autre accident, le projecteur de grenades sous-marines Weapon Alpha NOTS RUR-4, propulsé par une fusée, a mal fonctionné, et une ogive est retombée sur le pont n°1, tuant un marin en dessous.
Une croisière africaine entre le 18 mars et le 26 juillet 1957 a conduit le Eaton, en passant par les Açores, à Freetown, Simonstown, Mombasa, Aden et Massaoua. Il a navigué dans la féroce mer Rouge entre Aden et Massaoua pendant une grande partie du mois de mai, puis a traversé le canal de Suez jusqu'aux ports méditerranéens et à Norfolk. Une visite dans les eaux britanniques à l'automne 1957 et deux au Canada ont varié le service du Eaton dans l'Atlantique et les Caraïbes jusqu'en 1960, participant aux événements de l'invasion de la baie des Cochons à Cuba. Plus tard, le Eaton a remorqué un navire de surveillance de la marine américaine en panne dans le port de La Havane.
Au début des années 1960, le Eaton a été affecté comme navire-amiral du 28e escadron de destroyers (Destroyer Squadron 28), servant dans la 282e division de destroyers (Destroyer Division 282) avec les destroyers USS Bache, Murray et Beale.
En 1967-68, il a servi au Vietnam le long de la ligne de feu, fournissant un appui-feu naval le long de la côte vietnamienne.
Le jour du Memorial Day de 1969, le Eaton a été désarmé, puis plus tard remorqué et coulé comme cible lors d'un exercice de tir dans l'océan Atlantique à 90 milles nautiques (167 km) au large de Norfolk, en Virginie.

## Décorations
Le Eaton a reçu 11 battles stars pour son service pendant la Seconde Guerre mondiale.